# Oncocnemis dayi
Oncocnemis dayi là một loài bướm đêm trong họ Noctuidae.